# حمام خون استکهلم

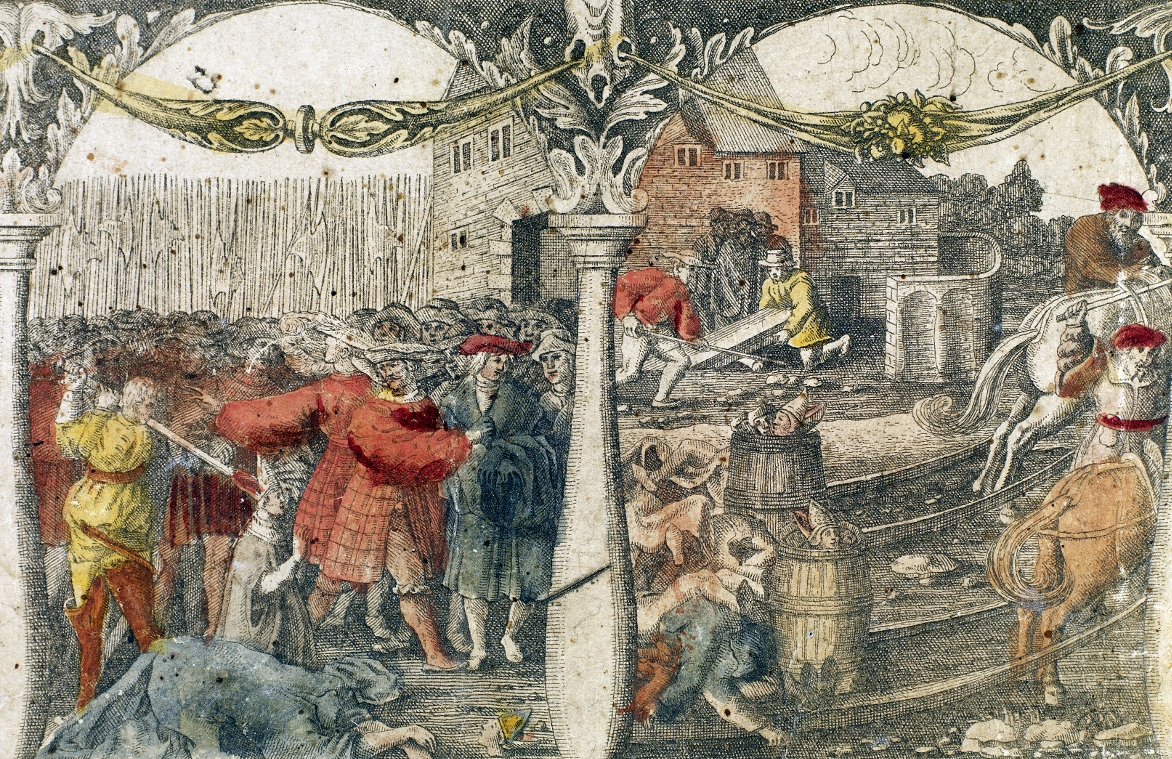
حمام خون استکهلم

حمام خون استکهلم (به سوئدی:Stockholms blodbad؛دانمارکی:Det Stockholmske Blodbad) در نتیجه حملهٔ دانمارکی‌ها به سوئد تحت رهبری کریستیان دوم رخ داد. حمام خون استکهلم مجموعه‌ای از رویدادها میان ۷ تا ۹ نوامبر ۱۵۲۰ میلادی بود که طی آن، ۸۰ تا ۹۰ نفر با وجود اعلام عفو عمومی، که از جانب شاه دانمارک صادر شده بود، اعدام شدند.

## در داستان
این واقعه بخش بزرگی از رمان تاریخی سرگذشت نوشته نویسنده فنلاندی، میکا والتاری، را به خود اختصاص داده‌است. توضیحات و نوشته‌های این رمان شبیه به داستان نقل شده توسط می‌خاییل کارواجالکا - مردی که خود در واقعه حمام خون استکهلم حضور داشت - می‌باشد.